# 馬丁尼氏盲鰻
馬丁尼氏盲鰻，（學名：Myxine martinii）為盲鳗科盲鰻屬的其中一種，分布於東南太平洋加拉巴哥群島海域，為深海魚類，棲息深度可達557公尺，體延長呈圓柱狀，體後方側扁，眼退化為皮膚所覆蓋，無上下頜，體長可達38.1公分，棲息在泥底質海域，屬肉食性，沒有交配器官，性腺位於腹膜腔內，卵巢位於性腺的前部，睾丸位於性腺的後部，若性腺的顱部發育，則動物成為雌性；若性腺的尾部發生分化，則動物成為雄性，生活習性不明。